# Trinta-réis-de-coroa-branca
Trinta-réis-de-coroa-branca (nome científico: Sterna trudeaui) é uma espécie de ave marinha que pertence à família dos larídeos.